# Macul
Macul is een gemeente in de Chileense provincie Santiago in de regio Región Metropolitana. Macul telde 116.534 inwoners in 2017.

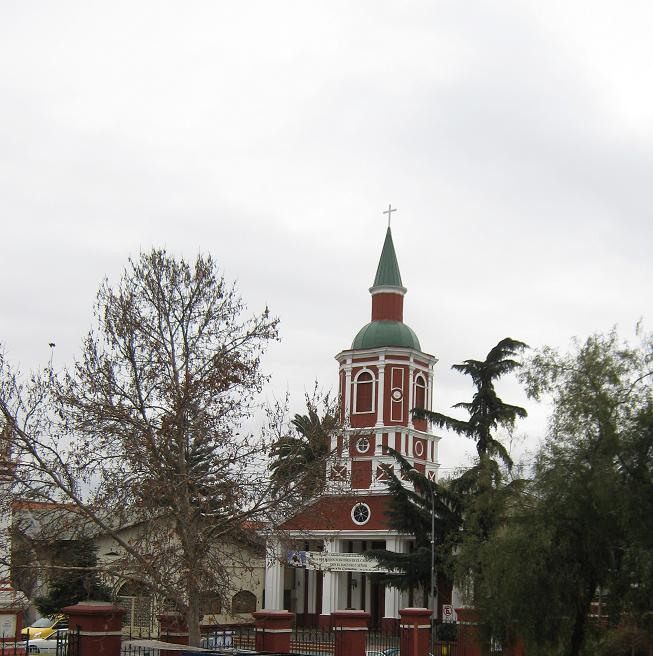
Heilige familiekerk in Macul